# Smeraldo Gachala

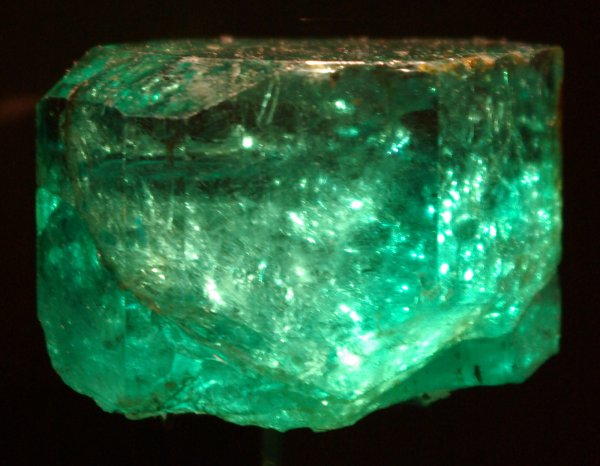
Lo smeraldo Gachala

Lo Smeraldo Gachala è uno smeraldo non tagliato del peso di 858 carati (172 grammi). La gemma fu scoperta nel 1967 nella miniera di Vega de San Juan in Colombia ed è stata nominata come il distretto di miniere dove fu trovata. Adesso si trova negli Stati Uniti, essendo stata donata allo Smithsonian Institution da un gioielliere di New York, Harry Winston.